# Dina Garipova
Dina Fagimovna Garipova (em russo: Дина Фагимовна Гарипова; em tártaro: Динә Фәһим кызы Гарипова; Zelenodolsk, União Soviética; 25 de março de 1991) é uma cantora russa. Em 2012, Dina venceu o concurso de canto russo, Golos, a versão local do The Voice. Dina foi selecionada pela emissora russa Piervy Kanal para representar a Rússia no Festival Eurovisão da Canção de 2013 em Malmo, Suécia, com a canção «What If». Na competição, classificou-se na primeira semi-final e ficou em quinto lugar na final, com 174 pontos. Em 2015, Dina Garipova foi um dos cinco jurados da Rússia no Festival Eurovisão da Canção 2015.

## Biografia
Dina Garipova nasceu a 25 de março de 1991 em Zelenodolsk, República do Tartaristão, Federação Russa, no seio de uma família de médicos. Desde os seis anos de idade, Garípova estudou canto no Teatro Zolotoi Mikrofon (Microfone de Ouro) com a sua professora de canto Helena Antonova. Dina estudou jornalismo (departamento de correspondência) na Universidade Estatal de Cazã. Quando Dina se formou no Zolotoi Mikrofon, fez uma digressão no Tartaristão com o cantor Gabdelfat Safin. A Dina é de etnia tártara e é muçulmana sunita.

## Discografia

### Álbum em estúdio
- 2014 – Dva šara do ljubvi

### Singles
- 2013 – What If
- 2013 – Na vozdušnom šare (com Gleb Matvejčuk)
- 2014 – Du vent, des mots (com Garou)
- 2016 – Ty dlja menja
- 2016 – Kunel
- 2017 – Pjatyj ėlement
- 2020 – Aj, bylbylym
- 2020 – Udivitel'nyj
- 2020 – V duše mododoj (com Lev Leščenko)
- 2021 – Napokaz